# Антон Генов
Антон Генов (Габрово, Бугарска, 10. октобар 1966) је био бугарски фудбалски судија. По занимању је хирург. Почео је да суди 1991. године, а од 1996. суди у Првој лиги. Знак ФИФА је носио од 1999.
У децембру 2009. УЕФА је због кладионичарских превара Генова суспендовала.

## Спорно суђење

### Прва лига Румуније
Генов је био уплетен у аферу намештања утакмица у Првој лиги Румуније. Он је судио утакмицу између Унирее и Стеауе, као неутрални судија, у којој је Униреи био довољан бод да освоји титулу. Још пре почетка меча челници Политехнике Темишвар која се са Униреом борила за титулу, су оптужили челнике Унирее да су преко Христа Стоичкова, који је кум Генову, наместили утакмицу. Утакмица је завршена са 1-1, али је Политехника Темишвар изгубила од Брашова, па резултат спорне утакмице није утицао на исход првенства. Због тога УЕФА није ни покренула истрагу о овом случају.

### Суђење утакмице Литванија-Србија
Судио је утакмицу последњег кола квалификација за одлазак на Светско првенство 2010. између Литваније и Србије која је одиграна 14. октобра 2009. Тада је судија против српске репрезентације досудио два пенала, којима је Литванија решила утакмицу у своју корист резултатом 2:1.

## Казањска афера
Председник Левског, Тодор Батков је оптужио Генова да је учествовао у намештању утакмице шестог кола Прве лиге Бугарске између ЦСКА Софије и Левског, коју је ЦСКА добио са 2-0. Цео овај случај је у Бугарској јавности познат као Казањска афера. Наводно је Рубин Казањ требало да купи четири играча Левског како би директан ривал екипе ЦСКА у борби за титулу, у наставак првенства ушао ослабљен. У Рубин је требало наводно да пређу Живко Миланов, Зе Соарес, Дарко Тасевски и Јусуф Рабе. Генов је требало да осигура победу елипе ЦСКА. Батков је тада још изрекао оптужбе и да је та организована група наместила утакмицу плеј офа Лиге Европе 2009/10. између Динамо Москве и ЦСКА Софије.